# Saint-Étienne-au-Mont
Saint-Étienne-au-Mont és un municipi francès situat al departament del Pas de Calais i a la regió dels Alts de França. L'any 2007 tenia 5.068 habitants.

## Demografia

### Població
El 2007 la població de fet de Saint-Étienne-au-Mont era de 5.068 persones. Hi havia 1.832 famílies de les quals 388 eren unipersonals (140 homes vivint sols i 248 dones vivint soles), 476 parelles sense fills, 736 parelles amb fills i 232 famílies monoparentals amb fills.
La població ha evolucionat segons el següent gràfic:
Habitants censats

### Habitatges
El 2007 hi havia 1.984 habitatges, 1.880 eren l'habitatge principal de la família, 4 eren segones residències i 100 estaven desocupats. 1.623 eren cases i 357 eren apartaments. Dels 1.880 habitatges principals, 1.074 estaven ocupats pels seus propietaris, 779 estaven llogats i ocupats pels llogaters i 27 estaven cedits a títol gratuït; 11 tenien una cambra, 89 en tenien dues, 239 en tenien tres, 488 en tenien quatre i 1.053 en tenien cinc o més. 1.254 habitatges disposaven pel capbaix d'una plaça de pàrquing. A 904 habitatges hi havia un automòbil i a 650 n'hi havia dos o més.

### Piràmide de població
La piràmide de població per edats i sexe el 2009 era:
| Homes | Edats   | Dones |
| ----- | ------- | ----- |
| 0     | 95 o +  | 4     |
| 8     | 90 a 94 | 8     |
| 8     | 85 a 89 | 20    |
| 12    | 80 a 84 | 32    |
| 64    | 75 a 79 | 80    |
| 88    | 70 a 74 | 92    |
| 84    | 65 a 69 | 160   |
| 88    | 60 a 64 | 124   |
| 112   | 55 a 59 | 92    |
| 156   | 50 a 54 | 148   |
| 180   | 45 a 49 | 184   |
| 220   | 40 a 44 | 196   |
| 208   | 35 a 39 | 200   |
| 148   | 30 a 34 | 208   |
| 180   | 25 a 29 | 120   |
| 180   | 20 a 24 | 136   |
| 192   | 15 a 19 | 228   |
| 144   | 10 a 14 | 280   |
| 232   | 5 a 9   | 164   |
| 132   | 0 a 4   | 116   |

## Economia
El 2007 la població en edat de treballar era de 3.302 persones, 2.250 eren actives i 1.052 eren inactives. De les 2.250 persones actives 1.909 estaven ocupades (1.072 homes i 837 dones) i 341 estaven aturades (155 homes i 186 dones). De les 1.052 persones inactives 250 estaven jubilades, 372 estaven estudiant i 430 estaven classificades com a «altres inactius».

### Ingressos
El 2009 a Saint-Étienne-au-Mont hi havia 1.893 unitats fiscals que integraven 5.059,5 persones, la mediana anual d'ingressos fiscals per persona era de 14.517 €.

### Activitats econòmiques
Dels 128 establiments que hi havia el 2007, 1 era d'una empresa extractiva, 4 d'empreses alimentàries, 4 d'empreses de fabricació d'altres productes industrials, 17 d'empreses de construcció, 39 d'empreses de comerç i reparació d'automòbils, 7 d'empreses de transport, 7 d'empreses d'hostatgeria i restauració, 8 d'empreses financeres, 2 d'empreses immobiliàries, 9 d'empreses de serveis, 20 d'entitats de l'administració pública i 10 d'empreses classificades com a «altres activitats de serveis».
Dels 34 establiments de servei als particulars que hi havia el 2009, 1 era una oficina de correu, 1 una oficina bancària, 4 tallers de reparació d'automòbils i de material agrícola, 1 autoescola, 2 guixaires pintors, 2 fusteries, 9 lampisteries, 4 electricistes, 1 empresa de construcció, 5 perruqueries, 3 restaurants i 1 saló de bellesa.
Dels 18 establiments comercials que hi havia el 2009, 1 era un hipermercat, 1 un supermercat, 1 una gran superfície de material de bricolatge, 3 fleques, 2 carnisseries, 2 peixateries, 1 una llibreria, 1 una botiga de roba, 1 una sabateria, 1 una botiga d'electrodomèstics, 1 un drogueria i 3 floristeries.
L'any 2000 a Saint-Étienne-au-Mont hi havia 11 explotacions agrícoles que ocupaven un total de 348 hectàrees.

## Equipaments sanitaris i escolars
Els 2 equipaments sanitaris que hi havia el 2009 eren farmàcies.
El 2009 hi havia 2 escoles maternals i 3 escoles elementals. Saint-Étienne-au-Mont disposava d'un col·legi d'educació secundària amb 586 alumnes.

## Poblacions més properes
El següent diagrama mostra les poblacions més properes.